# Объект 934
Объект 934 или «Судья» — советский опытный десантируемый лёгкий плавающий танк.
Разрабатывался на Волгоградском тракторном заводе. Серийно не производился.

## История создания
В конце 1969 — начале 1970 годов, по указанию Министра обороны Союза ССР А. А. Гречко в план НИОКР на 1970—1973 годы была включена разработка лёгкого танка на замену плавающего танка ПТ-76.
Основные требования предъявляемые тематической карточкой, которая была 4 декабря 1969 года направлена Заместителю Министра оборонной промышленности Союза ССР Ж. Я. Котину:
1. Боевая масса танка — не более 15 тонн;
2. Вооружение:
 — нарезная 100-мм пушка Д-33;
 — противотанковый ракетный комплекс 9К111 «Фагот»;
 — пулемёт калибра 12,7 мм для стрельбы по наземным и зенитным целям;
3. Защита:
а) броневая:
 — от 23-мм бронебойного снаряда при курсовых углах ± 35°;
 — от 12,7-мм бронебойной пули при курсовых углах ± 70°;
 — от 7,62-мм бронебойной пули при всех курсовых углах;
б) противоатомная:
 — коллективная автоматическая, с герметизацией обитаемого пространства, с созданием противодавления и фильтрацией нагнетаемого воздуха;
 — кратность ослабления радиации — не менее чем у БМП-1;
4. Подвижность:
 — максимальные скорости движения:
на суше — 70 км/ч; на плаву — 12 км/ч;
 — запас хода по топливу на суше — 700 км.
Разработка велась на конкурсных началах силами ЧТЗ, ВгТЗ, ММЗ с участием ВНИИТрансмаша. Ко второму кварталу 1970 года планировалось предоставление аванпроекта. Однако в срок не уложился ни один из участников конкурса.
Первым свой проект 29 апреля 1971 года представил Челябинский тракторный завод. Проект носил индекс Объект 788. В качестве базы была выбрана БМП-1.
21 мая 1971 года Волгоградский тракторный завод представил свой вариант. Проект имел два варианта:
Объект 934 — классическое размещение экипажа в корпусе; масса танка — 14,8 тонны;
Объект 934Б — размещение экипажа (в том числе механика-водителя) в башне-капсуле; масса танка — 14,6 тонны.
После рассмотрения аванпроектов был выбран Объект 934. Затем были установлены следующие сроки этапов разработки:
эскизный проект — 2 квартал 1972 года;
технический проект — 4 квартал 1972 года;
три образца для заводских испытаний — 2 квартал 1973 года;
три образца для полигонных испытаний — 4 квартал 1973 года;
представление предложений — 2 квартал 1974 года.
Из-за ряда принципиальных разногласий между ГАБТУ, ГРАУ, конструкторов, из-за смены генерального конструктора ОКР «Судья» (чьи взгляды коренным образом отличались от взглядов его предшественника), из-за смены Министра обороны Союза ССР и многих других факторов последовательно были сорваны все сроки этапов разработки. Проект был очень неоднозначен, и каждый из участников ОКР «Судья» видел новый плавающий танк по-своему.
В результате последовательных переносов и сдвигов сроков разработки и предоставления опытных образцов на предварительные и государственные испытания Объект 934 или «Судья» потерял свою актуальность. К тому моменту, как были изготовлены три опытных образца, уже активно велась разработка опытного Объекта 688 (впоследствии БМП-3).
21 февраля 1980 года на заседании ВТС МО СССР генерал Ю. М. Потапов высказал мнение, что в связи с появлением «Объекта 688», имевшего столь мощное вооружение, тема «Судьи» потеряла свою актуальность. В результате ОКР «Судья» была закрыта. Однако в документе Управления Начальника танковых войск на закрытие работ по Объекту 934 было записано, что результаты разработки разрешено использовать.

## Машины на базе
- Объект 937 — опытная боевая машина десанта;
- Объект 940 — опытная командно-штабная машина «Поток-4»;
- Объект 950 — боевая машина десанта БМД-3 «Бахча»;
- Объект 952 — шасси СПТП 2С25 «Спрут-СД»;
- Объект 953 — шасси транспортно-заряжающей и боевой машин ЗПРК «Роман»;
- «Обжимка» — экспериментальное самоходное артиллерийское орудие 120мм
- САО «Вика» опытная 152-мм артустановка
- БМПТ на шасси «Судьи», пушечное и ракетное вынесенное вооружение